# アンドレ・ゼレール
アンドレ・ゼレール（André Zeller, 1898年1月1日 - 1979年9月18日）は、フランスの陸軍軍人。陸軍参謀総長。アルジェリア独立に反対した将軍達の反乱の首謀者の一人。ブザンソン生まれ。

## 生涯
1915年、第一次世界大戦中にフランス陸軍に志願する。その後は砲兵及び兵站将校として順調に出世する。第二次世界大戦は、当初ロンドンにいたが、対ドイツ戦時にベルギーに渡る。ブリュージュにて停戦を迎えて、後にフランスへ戻りヴィシー政権軍の輸送部隊司令官としてアルジェに着任。1943年、チュニジアに、その後イタリア戦線に参加。1946年に少将、1950年に中将となり師団長に就任。翌1951年にはレンヌに本部を置く第3軍司令官に就任する。
1955年に陸軍参謀総長に就任。1956年2月、アルジェリア戦争における補給品供給の遅延に対して抗議の為、辞任する。1958年、アルジェ動乱の際に召還され、そのまま1959年に退役するまで陸軍の主要なポストを歴任する。
ド・ゴールの民族自決政策を覆す為、将軍達の反乱に参加、反乱軍を組織化する。しかし、叛乱は失敗に終わり、逃亡するも後に逮捕される。高等軍事裁判所において、禁固15年の判決が下るも、1966年に恩赦となる。1974年、名誉回復。1979年、パリにて亡くなる。